# (15228) Ronmiller
(15228) Ronmiller (1987 DG) – planetoida z pasa głównego asteroid okrążająca Słońce w ciągu 3,17 lat w średniej odległości 2,16 j.a. Odkryta 23 lutego 1987 roku.